# Borna Ćorić
Borna Ćorić, född 14 november 1996 i Zagreb i Kroatien, är en kroatisk professionell tennisspelare.

## Tenniskarriär
Ćorić blev professionell tennisspelare år 2013. Han spelade sin första Grand Slam-turnering i US Open år 2014, då han nådde andra omgången.
Han lyckades kvalificera till Dubai Tennis Championships 2015 som lucky loser. Där besegrade han i kvartsfinalen världstrean Andy Murray i två set med 6–1, 6–3.